# Quadricalcarifera sciera
Quadricalcarifera sciera är en fjärilsart som beskrevs av Turner 1922. Quadricalcarifera sciera ingår i släktet Quadricalcarifera och familjen tandspinnare. Inga underarter finns listade.